# Virtue (samarbetsprojekt)
Projektet Virtual University Education (VIRTUE) är ett samarbetsprojekt som startades 1997 mellan universiteten i Göteborg, Bergen och Maryland i USA med medel från Knut och Alice Wallenbergs stiftelse. Projektet syftar till att skapa former för samarbete över geografiska gränser och ge insikter om globala aspekter av miljö och biodiversitet. År 2024 finns registrerade VIRTUE-deltagare från 57 länder.

## Historik

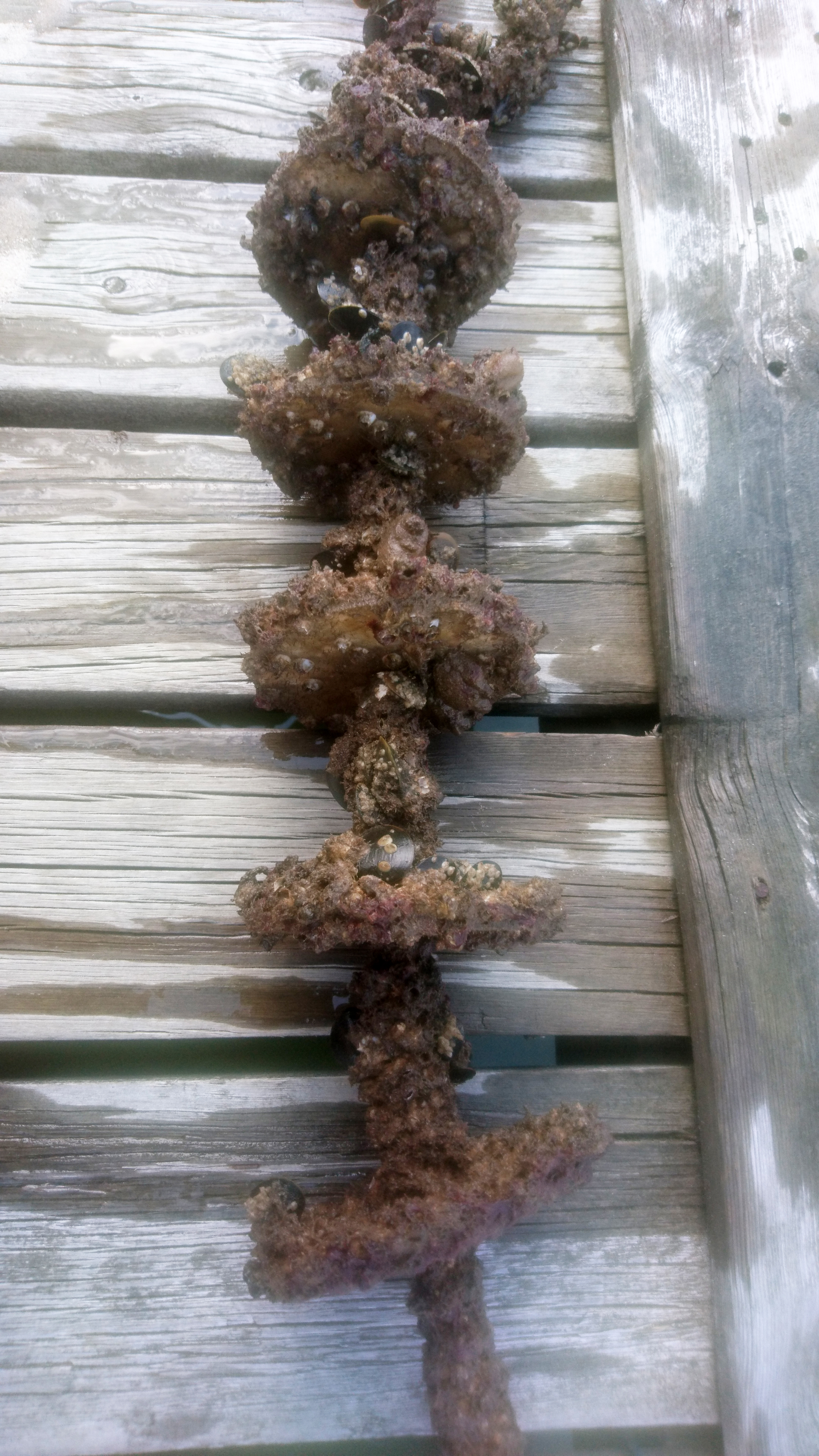
Experimentskiva med påväxt.

Projektet startade 1997 som ett samarbete mellan universitetet i Bergen (Norge), universitetet i Maryland samt Göteborgs universitet, med syfte att skapa ett virtuellt universitet med nya metoder och samarbetsformer för att utveckla forskningsprojekt, kunskapsspridning och utbildningsinsatser inom områden som marin miljö och biodiversitet. Forskningsdelen av projektet avslutades 2002, men delarna med kunskapsspridning och utbildningsinsatser fortsätter och har vidareutvecklats, framförallt sedan 2017 då projektet fick stöd från Erasmusprogrammet.
I projektet görs observationer av påväxt på experimentskivor i vattenmiljö som samlas in av elever och sammanställs i en gemensam databas, VIRTUE, med ambitionen att elever själva ska kunna ställa forskningsfrågor kring insamlad data. Genom arbetssättet ges goda möjligheter till ett undersökande arbetssätt, övning i att utforma experiment, att genomföra mätningar i fält, i klassrummet eller i laboratorier, samt att tolka och redovisa resultat.
I projektet finns många virtuella resurser, till exempel en kalkylator för att beräkna biologisk mångfald (biodiversitet), manualer för mikroskopfotografering, videoproduktion, undersökningsmetoder för mikroplaster, invasiva arter med mera. Man planerar för att med start 2025 tillämpa AI-stödd artidentifiering med hjälp av resursen iNaturalist. 
Idag (2024) finns registrerade VIRTUE-deltagare från 57 länder och finns på fem språk; svenska, engelska, spanska, katalanska och tyska. Sedan 2021 är Göteborgs Marinbiologiska Laboratorium huvudman för VIRTUE, i samverkan med Institutionen för biologi och miljövetenskap vid Göteborgs universitet.
VIRTUE i Sverige har fått finansiering av Göteborgs universitet, FORMAS, Hasselbladsstiftelsen och Sydvatten. Internationellt har VIRTUE beviljats medel för utvecklingsarbete från EU/Erasmus+ 2017–2020 och 2024–2027 med totalt 750 000 Euro.